# Vanity Fare
Vanity Fare was een Britse popband, die aan het eind van de jaren 1960 zeer populair was in het Verenigd Koninkrijk en de Verenigde Staten.

## Bezetting

### Oprichters
- Dick Allix[5], 3 mei 1945 (drums)
- Trevor Brice[6], 12 februari 1945 (zang)
- Tony Goulden[7], 21 november 1944 (gitaar)
- Tony Jarrett[8], 4 september 1944 (gitaar, e-bas)
- Barry Landeman[9], 25 oktober 1947 (keyboards)

### Overige leden
- Bernard Hagley[10] (saxofoon)
- Brian Johnson[11] (gitaar, keyboards, percussie)
- Eddie Wheeler[12]

## Geschiedenis
De band werd opgericht in de zomer van 1968 in Rochester. Met hun harmonische zang, de welluidende songs en het woordenspel werden ze snel bekend in de Britse en Europese popscene.
Hun eerste hit hadden ze in augustus 1968 met I Live For the Sun (20e plaats). In de zomer van 1969 bereikte Early in the Morning een 8e plaats in de Britse charts en in december van hetzelfde jaar kreeg de band met Hitchin' a Ride een nog groter succes. De single kwam in de Britse charts slechts op een 16e plaats, maar in de US-charts bereikte de song in maart 1970 een 5e plaats en kreeg enkele Gouden Platen in Europa. In de Verenigde Staten stond de song 23 weken in de charts en veroorzaakte vooral bij de hippies van de westkust geestdriftige buien.
Er volgden een groot aantal verdere succesnummers, die in het bijzonder in het Verenigd Koninkrijk zeer bekend werden. In de Verenigde Staten volgden uitgebreide tournees met onder andere The Beach Boys en The Mamas and the Papas. Daarna werd het stil rondom de band. Sinds enkele jaren spelen ze echter vooral bij oldie-nights en feesten hun nog altijd populaire songs. Van de oprichtingsleden is er echter niemand meer bij de band.
De song Hitchin' a Ride verscheen in 1970 in een Duitse versie (Träume sind frei) van Michael Holm. In 1974 werd het opnieuw een kleine hit voor de Britse popband Paper Lace.

## Discografie

### Singles
- 1968: I Live For The Sun
- 1968: Summer Morning
- 1969: Highway Of Dreams
- 1969: Early In The Morning
- 1969: Hitchin' A Ride
- 1970: Come Tomorrow
- 1970: Carolina's Coming Home
- 1971: Where Did All The Good Times Go?
- 1971: Our Own Way of Living
- 1972: Better By Far
- 1972: The Big Parade
- 1972: I'm In Love With The World
- 1972: Rock And Roll Is back
- 1973: Take It Shake It Break My Heart
- 1974: Fast Running Out Of World
- 1986: Dreamer
- 1993: Rain

### Albums
- 1968: The Sun - The Wind - And Other Things
- 1969: Early In The Morning
- 1970: Coming Home
- 1974: Hitchin' A Ride
- 1994: Will You Still Love Me Tomorrow (compilatie)
- 2004: The Best of Vanity Fare